# Camille-Auguste Gastine
Pour les articles homonymes, voir Gastine.
Camille-Auguste Gastine, né le 30 janvier 1819 à Paris et mort le 3 avril 1867 dans le 6e arrondissement de Paris, est un artiste peintre français.

## Biographie

### Formation
Élève de Nicolas-Auguste Hesse, Paul Delaroche et François Édouard Picot, il est formé à l'École des Beaux-arts de Paris. Il expose une Sainte Famille au Salon de 1844, puis voyage en Italie et séjourne à Rome. 

### Carrière artistique
Il participe à plusieurs décors monumentaux aux côtés d'autres artistes : 
- décor de l'ancienne abbaye de Saint-Germain-des-Prés, avec Hippolyte Flandrin en 1856,
- décor de la chapelle du château de Broglie avec Savinien Petit[4] et
- décor de la chapelle Saint-Joseph de la Cathédrale Saint-André de Bordeaux avec Sébastien Cornu.

Il réalise également des compositions de vitraux, notamment pour
- une église de Saint-Étienne,
- la Cathédrale Saint-Fulcran de Lodève,
- la cathédrale Saint-Nazaire de Béziers ;

ainsi que des décors pour les églises de Saint-Laurent-Rochefort, Chazelles-sur-Lyon, Montant[Où ?] et Saint-Albain. 
Il participe également au décor de la Maison pompéienne aux 16-18, avenue Montaigne à Paris, à celle de l'hôtel Granger, de l'hôtel Pereire, de l'hôtel du duc de Galliera, du château du comte Murat ainsi qu'à celui du Palais des Études de l'École des beaux-arts de Paris entre 1854 et 1855 et au musée de Picardie à Amiens.
Il présente une Sainte-Catherine-d'Alexandrie à l'Exposition universelle de 1855. Il est également l'auteur de portraits et de nombreuses figures de saints.

## Collections publiques
- Musée d'Elbeuf :
  - Relevé d'un vitrail de l'Église Saint-Jean d'Elbeuf, vers 1860